# مدرسه آوری کونلی
مدرسه آفری کونلی یک مدرسه تخصصی برای دانش‌آموزان بااستعداد است که سن آن‌ها بین ۳ تا ۱۴ سال می‌باشد و در داونرز گروف واقع در ایالت ایلینوی قرار دارد. این مدرسه در سال ۱۹۰۶ تأسیس شده و بر اساس اصول نظریه آموزش نوین، به ویژه نظریات جان دیویی، به آموزش می‌پردازد.

## پیشینه
مدرسه در ابتدا به عنوان یک آزمایشگاه آموزشی برای پژوهش در مورد روش‌های آموزشی و تربیتی معلمان تأسیس شد. از دهه ۶۰ میلادی، این مدرسه یک مرکز تحقیقاتی منطقه‌ای شد که بر روی آموزش دانش‌آموزان بااستعداد تمرکز کرد. این مدرسه در مکان‌های مختلفی قرار داشت، از جمله یک کلبه کوچک در ریورساید و یک ساختمان طراحی‌شده توسط فرانک لوید رایت. در سال ۱۹۱۶، مدرسه به داونرز گروف منتقل شد و در سال ۱۹۲۹ به نام مدرسه آفری کونلی شناخته شد.

## برنامه درسی
برنامه آموزشی این مدرسه برای دانش‌آموزان یک سال بالاتر از سن آن‌ها است و شامل موضوعاتی است که به آن‌ها اجازه می‌دهد در تمامی دروس یاد بگیرند و در پروژه‌های خلاقانه و همکاری شرکت کنند. مدرسه همچنین از فناوری‌های آموزشی به میزان بالایی استفاده می‌کند و فعالیت‌های فوق برنامه متنوعی را نیز ارائه می‌دهد.
پذیرش در این مدرسه رقابتی است و نمره ضریب هوشی (QI) حداقل ۱۲۴ نیاز دارد. این مدرسه در سال ۱۹۸۸ به عنوان «مدرسه آبی نوار» انتخاب شد.

## توجهات رسانه‌ای
مدرسه آفری کونلی در سال ۱۹۹۴ توجه رسانه‌ها را به خود جلب کرد زمانی که از شرکت در مسابقه علمی ایالت ایلینوی بعد از پیروزی چهار سال پیاپی منع شد که پس از آن این تصمیم لغو گردید.